# Rohan Wight
Rohan Wight (Adelaida, 30 de enero de 1997) es un deportista australiano que compite en ciclismo en la modalidad de pista. Ganó una medalla de oro en el Campeonato Mundial de Ciclismo en Pista de 2017, en la prueba de persecución por equipos.

## Medallero internacional
| Campeonato Mundial | Campeonato Mundial | Campeonato Mundial | Campeonato Mundial      |
| Año                | Lugar              | Medalla            | Competición             |
| ------------------ | ------------------ | ------------------ | ----------------------- |
| 2017               | Hong Kong (China)  | Medalla de oro     | Persecución por equipos |

1. ↑  Compitió en la ronda de clasificación.